# Abchaziska fotbollsligan
Abchaziska fotbollsligan är en amatörliga för fotbollslag i Abchazien. Ligan grundades 1994 och är fortfarande i bruk. Nart Sukhum är de regerande mästarna och har också vunnit ligan flest gånger med hela 10 ligatitlar.

## Nuvarande klubbar (2017)[2][3]
| Klubb                |
| -------------------- |
| FK Afon              |
| Nart Sukhum          |
| FK Gagra             |
| Ritsa Gudauta        |
| Yertsakhu Ochamchira |
| Spartak Gulripsh     |
| Dinamo Sukhum        |
| Abazg Sukhum         |
| Samurzakan Gal       |
| Shakhtyor Tkuarchal  |

## Tidigare segrare[1]
| År   | Klubb                |
| ---- | -------------------- |
| 1994 | Dinamo Sukhum        |
| 1995 | Ritsa Gudauta        |
| 1996 | Yertsakhu Ochamchira |
| 1997 | Kiaraz Pitsunda      |
| 1998 | Yertsakhu Ochamchira |
| 1999 | Nart Sukhum          |
| 2000 | Nart Sukhum          |
| 2001 | Abazg Sukhum         |
| 2002 | Ritsa Gudauta        |
| 2003 | Nart Sukhum          |
| 2004 | Kiaraz Pitsunda      |
| 2005 | Nart Sukhum          |
| 2006 | FK Gagra             |
| 2007 | Nart Sukhum          |
| 2008 | Nart Sukhum          |
| 2009 | Nart Sukhum          |
| 2010 | FK Gagra             |
| 2011 | Nart Sukhum          |
| 2012 | FK Gagra             |
| 2013 | Nart Sukhum          |
| 2014 | FK Afon              |
| 2015 | FK Afon              |
| 2016 | Nart Sukhum          |